# Euadenia
Euadenia é um género botânico pertencente à família Capparaceae.